# Аникушинская аллея
Анику́шинская алле́я — аллея в Петроградском районе Санкт-Петербурга. Проходит от Каменноостровского проспекта в сторону Вяземского переулка.

## История
До 1999 года не имела названия. Название Аникушинская аллея получила 30 ноября 1999 года в память о М. К. Аникушине, русском скульпторе, мастерская которого находилась поблизости (Песочная набережная, 14).

## Достопримечательности
- Аникушинский сквер
- Памятник «Дружба» — скульптор М. К. Аникушин (1987), установлена в 2001 году.